# Empresario
Empresario是指十九世纪初获得墨西哥土地定居权的人，獲得定居權的條件是必須招募人员前往科阿韦拉和德克萨斯东部地区定居。Empresario吸引了大部分来自美国南部的移民，這些移民把奴隶制引入得克萨斯。虽然墨西哥于1829年禁止奴隶制，不過得克萨斯的來自美國的定居者于1835年起义，此後這些美國移民者继续在德克薩斯东部发展奴隶制经济。

## 背景
18世纪末，西班牙停止在西屬德克薩斯的大部分地区向外來者分配土地，以至於西屬德克薩斯发展停滯。1820年，西班牙改变了这一政策，允许任何宗教的移民在德克萨斯定居（以前要求定居者必须是信仰西班牙帝国的國教天主教）。獨立後的墨西哥繼承西班牙這一政策。